# Cahul
Cahul este un important oraș și centru administrativ al raionului omonim în partea de sud-vest a Republicii Moldova, situat la frontiera cu România, la 175 km sud de Chișinău. Localitatea este menționată pentru prima dată în secolul al XVI-lea sub numele de Frumoasa, sub care figurează până în secolul al XIX-lea și, alături de Kahul (numele tătăresc) până la începutul secolului al XX-lea.
Cu peste 30 de mii de locuitori (Recensământul General al Populației din 2014), este al 7-lea oraș ca mărime din țară, (după Chișinău, Bălți, Tiraspol, Tighina, Rîbnița și Ungheni). Este deseori poreclit „Capitala de Sud” a Moldovei.

## Etimologie
Denumirea localității inițiale de Șcheia sau șchei (singular șchiau/schiau) este o veche denumire românească pentru slavi, provine de la apelativul șcheau „bulgar; sârb”, care își trage originea din latină sclavus „slav”, „bulgar, sârb”.
Cu numele latinizat Formoza, localitatea apare menționată pe harta lui Dimitrie Cantemir din 1716. Până în anul 1835 așezarea este denumită Frumoasa, ca mai apoi să fie redenumită în Cahul, în onoarea bătăliei de la lacul Cahul din 1770 între ruși și turci.

## Geografie

### Amplasare
Orașul Cahul este situat pe malul râului Prut, la 175 km de capitala republicii – Chișinău. Altitudinea medie față de nivelul Mării Negre este de 119 m.

### Resurse naturale
Suprafața totală a orașului Cahul este de 3415 ha, dintre care circa 2000 ha constituie terenurile cu destinație agricolă; suprafața netă a urbei este de 1417 ha. În majoritatea lor solurile sunt reprezentate de ciornoziomuri, nota medie de bonitate a terenurilor este de 59 puncte. Pământul arabil constituie cea mai mare parte din terenurile agricole. Spațiile verzi ocupă 432 ha., din care 381 ha. fac parte din Fondul forestier de stat și 21 ha. sunt parcuri și scuaruri. Suprafața totală a bazinelor acvatice în oraș este de 37 ha. De asemenea, orașul este traversat în direcția est-vest de două râulețe: Frumoasa (lungimea 9 km.) și Cotihana (lungimea 7,4 km.). Râul Prut, care curge în apropierea orașului, este principala sursă de alimentare cu apă a Cahulului.
Pe teritoriul orașului sunt surse de ape minerale curative și nămoluri balneare.

## Istorie

### Arheologie
Primele așezări umane au apărut aproximativ în anul 1300 î.e.n. Au fost identificate vetrele a două sate, pe locul cărora s-au colectate fragmente de vase de argilă și alte obiecte casnice din epoca bronzului (sec. XV-XIII î.e.n.). Prin anii 300-400 î.e.n. a mai existat un sat, dovadă fiind urmele de case arse, fragmente de vase din argilă din epoca timpurie a fierului (sec. IV-III î.e.n.). În perioada romană (sec. II-IV e.n.), a luat ființă un alt sat distrus în 376, în timpul invaziei hunilor. În preajma orașului sunt 4 movile funerare lăsate de popoare nomade.

### Atestare
Localitatea are o vechime de multe secole, având și multe denumiri. Prima atestare a localității, într-un document eliberat oficial de cancelaria domnească, se referă la 2 iulie 1502 cu numele Șcheia:
„Cu mila lui Dumnezeu, noi, Ștefan voievod, domnul Țării Moldovei. Înștiințare facem, prin această carte a noastră, tuturor cui vor căuta asupra ei sau o vor auzi citindu-se, precum au venit, înaintea noastră și înaintea tuturor boierilor noștri ai Moldovei, Musa, fata Dumei Mădoia, și feciorii ei, Lupe și Nastia, și nepoții de sora ei, Ignat și Malea, nepoții Dumei Mădoia, și de nimeni siliți, nici asupriți, ci de bunăvoia lor, din drept uricul lor, au vândut o bucată de loc din hotarul Boiștei, puțin mai jos de gura Boiștei și de vărsătura gârlei, unde iese din Talharu și până unde dă în iezerul Cerlenul și cu toate gârlele și cu toate băltiuganele (sau iezerelele), cum și satul pe Frumușita, unde au fost Fălcin, mai jos de Andrieș, și le-au vândut acestea domniei noastre, drept una sută zloți tătărăști.

...

După aceia, iarăși au venit, înaintea noastră și înaintea boierilor noștri, slugile noastre Manuil Pășco și fratele sau, Toader, nepoata lor de soră, Neaga, nepoții logofătului Neagoia, și iarăși de bunăvoia lor au vândut din uricul moșului lor, al Neagoiului logofăt, din ispisoc ce au avut el de la moșul nostru, Alexandru voievod, trei sate peste Prut, pe Frumoasa, anume Frăcenii, din jos de Troian, și cu moară, și Șcheia, în gura Frumoasei, și la Fântâna lui Maciș, ce-i în capul cel din jos a iazerului Cerlenul ...

...

Și spre mai mare tărie și întăritură la tuturor acestor de mai sus scrise, am poruncit credincios boierului nostru, Tăutul logofăt, ca spre adevărata carte a noastre această pecete a noastră să lege.

Scris de Toader în Suceava, din leat 7010 <1502>, 2 iulie.”

### În componența Țării Moldovei

Harta Moldovei de Dimitrie Cantemir din 1716, în care apare înscris satul Frumoasa (Furmosa) pe amplasat pe malul stâng al Prutului între satele Chircani (Corihany) și Manta (Manta)

Pe Harta Moldovei (Tabula Geographica Moldauiae) finalizată de către Dimitrie Cantemir în anul 1716 și apărut ca anexă la lucrarea Descriptio Moldaviae, este notată localitatea Frumoasa (ortografiat în latină: Furmosa), aparținând ținutului Fălciu.
Conform recensământului din anul 1772, moșia satul Frumoasa din ținutul Greceni aparținea Mănăstirii Putna. În Frumoasa au fost înregistrate 95 de gospodării, supus birului a fost 1 cap de familie de origine romă, aparținând moșiei mănăstirești, eliberați de bir erau 1 preot (inclusiv familia sa) și 93 de capi de familie (gospodării) de moldoveni.
Peste doi ani, administrația militară rusă impune realizarea unui nou recensământ fiscal al populației. Astfel, în borderoul întocmit la 12 iunie 1774, în Frumoasa din ținutul Grecenii au fost indicate 115 case/capi de familie (gospodării), inclusiv 12 rufeturi: 1 preot, 1 ruptaș, 1 familie aparținând Mănăstirii Putnei, 4 familii de țigani, 5 văduve și 103 de familii birnice. Borderoul conține lista nominală a birnicilor și rufeturilor.
Catagrafierea din anul 1803 înregistrează în Frumoasa (la fel în ținutul Grecenii) 94 de gospodării, care plăteau un bir anual în valoare de 1400 lei. Moșia satului aparținea aceleași mănăstiri bucovinene.

### Perioada țaristă
La recensământul din 1817, în satul Frumoasa au fost înregistrați 3 preoți (1 văduvă de preot), 2 diaconi (inclusiv 1 văduva), 2 diaconi, 1 pălămar, 2 mazili, 1 ruptaș. Societatea inferioară: 120 gospodării, 10 văduve, 12 burlaci.
Mai târziu localitatea își schimbă denumirea în Frumoasa, iar prin decretul țarului Rusiei Nicolai I din 18 decembrie 1835 i se conferă statut de oraș și reședință de județ cu numele Cahul, în cinstea victoriei asupra turcilor din 21 iulie 1770.
În anii 1840-1845 orașul Cahul și-a schimbat întrucâtva înfățișarea, căpătând trăsături caracteristice unui centru de județ. Numărul populației a ajuns la 6115 de locuitori. Orașul avea trei ateliere de olărit, unul de dubit piei și două cămătării, zeci de mori de vânt, o școală lancasteriană, unde erau primiți copii de orice credință religioasă, și o școală primară pe lângă biserică, în care învățau 46 de băieți. În 1850 a fost construită Catedrala Arhanghelii Mihail și Gavriil, pe locul vechii biserici de lemn, ridicată în 1785.
În 1855, populația orașului Cahul constituia 3808 oameni, etnici români moldoveni în totalitate.

### Revenirea în componența Moldovei
După Războiul Crimeii din 1853–1856, orașul Cahul, devenit românesc, este transformat în capitală de județ, fiind cumpărat de un nou proprietar, negustorul din Ismail, Dimitrie Caravasile, care va contribui în mod substanțial la dezvoltarea și modernizarea orașului. Astfel, pe lângă zecile de mori de vânt și de apă existente până atunci, care erau puse în funcțiune cu ajutorul cailor, apare o moară cu aburi (proprietar I. Hronopoulo), trei fabrici mici de cărămidă, trei ateliere de olărie.
În 1857 în Cahul a lucrat câteva luni ca judecător clasicul culturii românești, savantul cu renume mondial – Bogdan Petriceicu Hașdeu. Îndrăgind acest plai, va scrie mai târziu despre locul acesta, despre râul Prut și orașul Cahul, admirând vitejia și înțelepciunea localnicilor. În același an a sosit la Cahul pentru câteva zile istoricul și lingvistul român Mihail Kogălniceanu.

### Reanexarea la Imperiul Rus
În urma Tratatului de pace de la Berlin din 1878, România a fost obligată să cedeze Rusiei județul Cahul (inclusiv județele Bolgrad și Ismail).
În 1902 populațiunea orașului Cahul era de 7.900 persoane, inclusiv: 3.700 evrei, 2.850 români, restul bulgari, greci și armeni.

### În componența României Mari
Structura lingvistică a populației, în 1930
     Limba română (51%)
     Limba rusă (34%)
     Limba idiș (6,7%)
     Limba ucraineană (2%)
     Limba bulgară (1,1%)
În perioada interbelică la Cahul sistemul sanitar includea 4 spitale de stat și 18 dispensare.
La recensământul din 1930, în orașul Cahul au fost numărați 11370, locuitori, inclusiv 5613 români; 19 unguri; 17 germani; 3017 ruși; 234 ucraineni; 178 bulgari; 2 cehi/slovaci; 27 polonezi; 803 evrei; 172 greci; 22 armeni; 10 turci, găgăuzi; 91 romi; 1116 persoane de alte naționalități și 45 - nedeclarată. Din punct de vedere lingvistic, în Cahul erau 5804 de persoane care au indicat limba română în calitate de limbă maternă; 5 persoane - limba ungară; 8 - limba germană; 4206 persoane - limba rusă; 230 pers. - limba ucraineană, 123 persoane - limba bulgară; 2 persoane - limba cehoslovacă, 8 persoane - limba poloneză; 764 persoane - limba idiș; 72  persoane - limba greacă; 5 persoane - limba armeană; 14  persoane - limba turcă/găgăuză; 77 persoane - limba romă și 52 persoane - nedeclarată.

### Ocupația sovietică
Structura etnică a populației, în 1989
     Moldoveni/români (49,5%)
     Ruși (23%)
     Ucraineni (15,8%)
     Bulgari (6%)
     Găgăuzi (2,9%)
     Belaruși (0,9%)
     Evrei (0,6%)
     Alte etnii (1,3%)

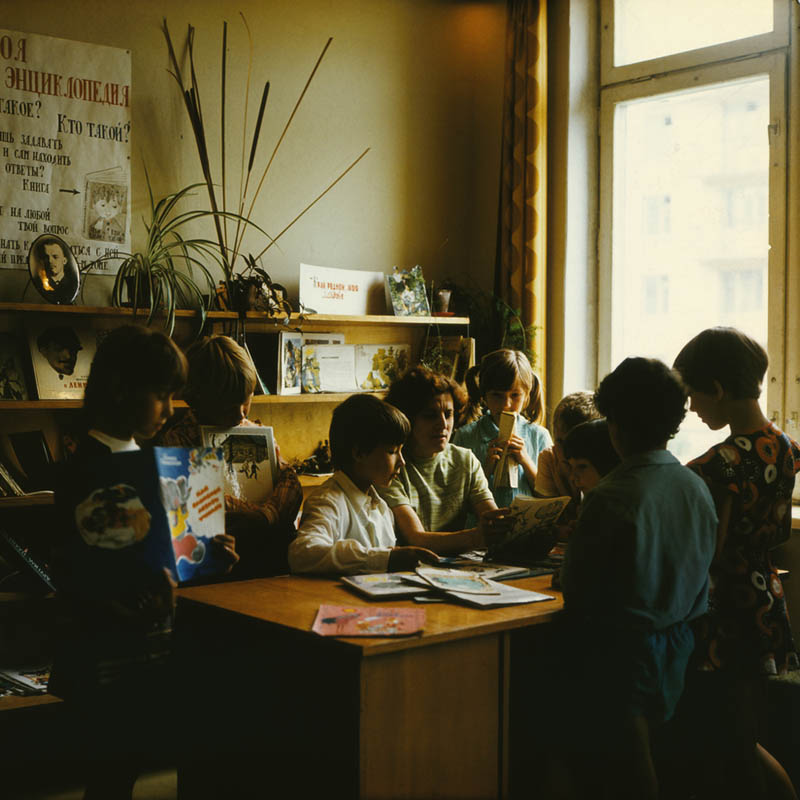
Copii la o bibliotecă din oraș (1980)

În perioada postbelică orașul Cahul devine principalul centru economic și cultural de sudul Moldovei. S-au construit fabricile de conserve, bere unt și brânzeturi, de furaje combinate, de piese de beton armat, de stufit. În anii 70, ai sec. XX, la Cahul funcționau 13 organizații de construcție, 2 baze de transporturi auto, un parc de autobuse și taxiuri. La Cahul se afla sediul sovhozului „Dreptatea”, specializat în legumicultură, și al sovhozului-școală de hidroameliorare „Lenin”, asociațiile raionale „Moldselhoztehnica” și „Moldprodovoșiprom”, gospodăria piscicolă „Priprutski”.
În perioada sovietică, în sfera educației activau Școala pedagogică „A.S. Makarenko”, școală de medicină, 2 școli sportive, școală de muzică, școală de arte plastice, școală profesional tehnică, 3 școli medii, 4 școli de 8 ani, școală primară, 4 grădinițe și 6 creșe. Ocrotirea sănătății era asigurată de un spital cu 510 paturi, 4 puncte medicale, maternitate, și farmacii. Instituții culturale din anii 1970-80 care funcționau în Cahul: casă de cultură, 3 cluburi, 4 biblioteci, cinematograf, muzeul al gloriei de luptă a grănicerilor. De asemenea, orașul dispunea de 8 oficii poștale, hotel, restaurant, cafenele, magazin universal, librărie, magazine de mărfuri industriale și produse alimentare ș.a.
La recensământul din anul 1989, în Cahul constituia 42624 locuitori, inclusiv 21086 români/moldoveni; 9794 ruși; 6728 ucraineni, 2572 bulgari; 1245 găgăuzi; 402 belaruși; 295 evrei; 57 germani; 56 romi și 389 persoane de alte naționalități.

### Moldova independentă
În prezent, orașul Cahul este un important centru social-economic din sudul Republicii Moldova, oraș-stațiune balneară.

## Demografie
Structura etnică a populației, în 2014 (inclusiv satul Cotihana)
     Moldoveni/români (60,5%)
     Ruși (10,7%)
     Ucraineni (10,2%)
     Bulgari (5%)
     Găgăuzi (2,1%)
     Nedeclarată (14%)
     Alte etnii (−2,5%)
Componența confesională a orașului Cahul
     Ortodocși (73,28%)
     Baptiști (0,74%)
     Martori ai lui Iehova (0,59%)
     Adventiști de ziua a șaptea (0,54%)
     Atei (0,48%)
     Necunoscută (23,88%)
     Altă religie (0,49%)
Populația  activă economic constituie circa  62% din numărul total. Cea mai mare parte a populației este angajată în sfera neproductivă. Orașul Cahul este o localitate plurietnică. Conform recensământului populației din 2014  populația orașului Cahul se ridică la 30.018 locuitori, inclusiv 18.157 moldoveni/români; 3.211 ruși; 2.048 ucraineni; 1.471 bulgari; 635 găgăuzi; 12 romi; 283 persoane de alte etnii; 4.201 - nedeclarată. 
Cahul - evoluția demografică

|  | Graficele sunt indisponibile din cauza unor probleme tehnice. Mai multe informații se găsesc la Phabricator și la wiki-ul MediaWiki. |

Date: Recensăminte sau birourile de statistică - grafică realizată de Wikipedia

Limba vorbită de obicei, în 2014 (inclusiv satul Cotihana)
     Limba română (52,3%)
     Limba rusă (31,5%)
     Alte limbi/nedeclarată (16,2%)
Limba vorbită de obicei în 2014 a fost: limba română - 15.688 persoane; limba rusă - 9.449 pers.; limba bulgară - 99 pers.; limba ucraineană - 47 pers.; limba găgăuză - 45 pers.; alte limbi - 87 pers. și nedeclarată 4.602 pers.

## Economie
În orașul Cahul sunt înregistrați circa 3.800 agenți economici, cea mai mare parte activează în domeniul comerțului – 2000, în alte ramuri ale economiei locale activează: industrie – 43, construcție – 37, transport – 67, gospodării țărănești – 684.

### Industrie

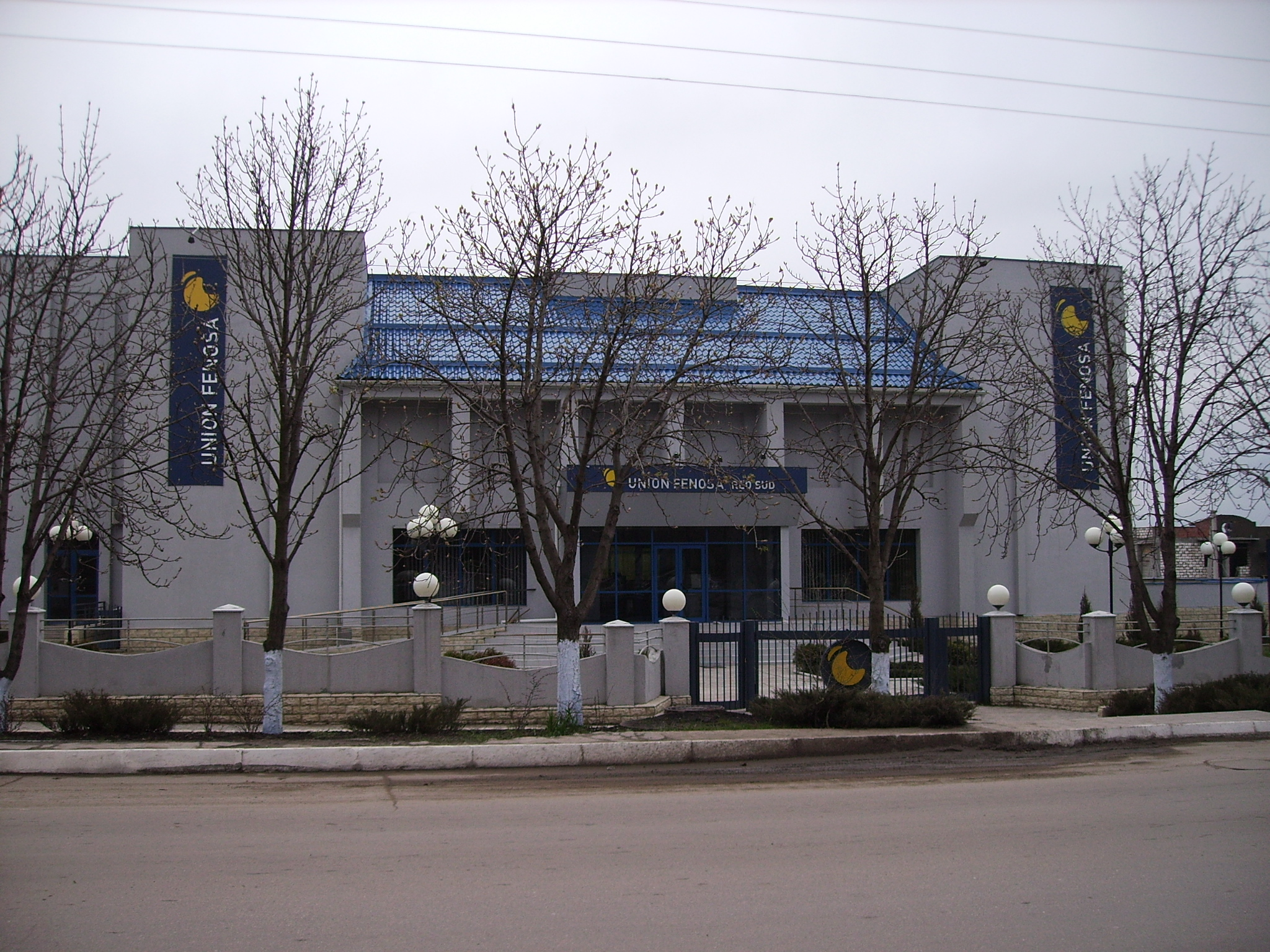
Sediul Union Fenosa din oraș.

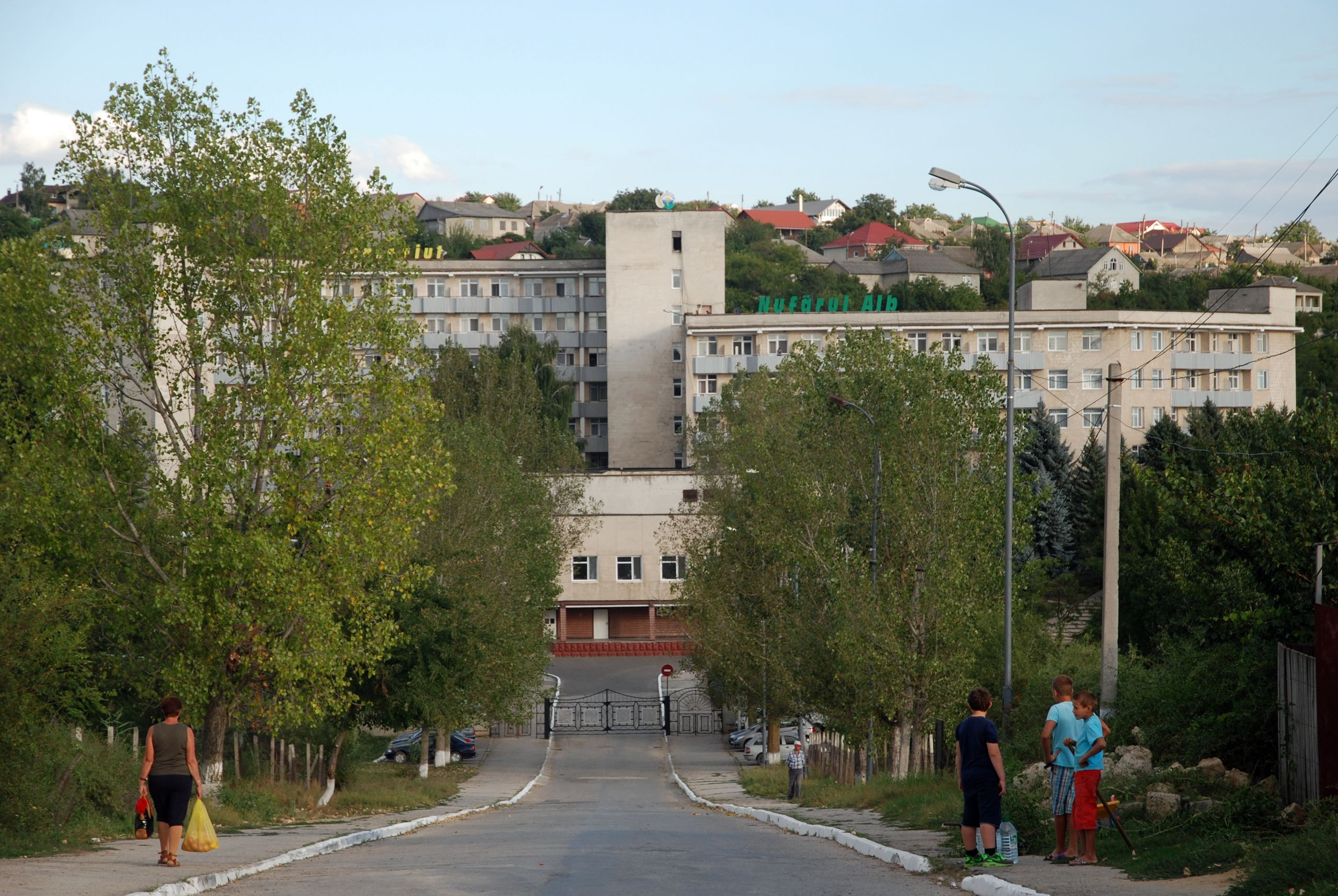
Sanatoriul „Nufărul Alb”

Orașul are o economie diversificată, sectorul industrial fiind prezentat de întreprinderi din industria alimentară, ușoară și a materialelor de construcție. În industria alimentară, principalele întreprinderi sunt: Fabrica de vinuri din Cahul, care prelucrează anual 12-14 mii tone de struguri, producând peste un milion decalitri de material vinicol; Fabrica de brânzeturi, cu o capacitate de circa 70 tone de produse lactate, 2,3 tone unt și 0,6 tone cașcaval pe zi și combinatul de pâine cu o capacitate de 32 tone de produse de panificație zilnică.
În industria ușoară activează întreprinderea „Tricon” S.A., care fabrică articole de confecții și tricotate. În ultimii 5 ani întreprinderea și-a mărit de patru ori volumul de producție, în prezent fiind de 30 mln. lei anual. Capacitatea de producție este de circa 900 mii unități pe an. Întreprinderea colaborează cu parteneri străini din Austria, Germania, Italia, etc. Permanent își perfecționează procesul tehnologic de producție și calitate. Domeniul construcției este prezentat de două întreprinderi care formează baza industriei materialelor de construcție: „Uzina de spalier și beton armat” S.A. cu o productivitate de 100 mii m3 spalier anual și „Fabrica deCheramzit” S.A.cu o capacitate de 140 m3. Pe lângă ele dinamic se dezvoltă întreprinderea mixtă „Gesusbau” S.R.L., care efectuează lucrări de construcție, reparație, finisare și confecționarea geamurilor. Principalele construcții din ultimii ani în oraș, precum și spectrul modern al lui în mare măsură a fost realizat de întreprinderea susnumită. Sfera serviciilor este reprezentată de industria balneo-curativă, comerț, transporturi și serviciile comunale. În anul 1980 orașul Cahul a obținut statut de oraș-stațiune balneară, iar din 1986 a început să activeze sanatoriul „Nufărul Alb”, care are o capacitate de cazare de peste 500 locuri și deservește anual peste 5.000 persoane. În Cahul, 143 întreprinderi activează în sfera comerțului, sunt 8 restaurante, 77 întreprinderi de alimentație publică, etc.

### Agricultura
Suprafața terenurilor agricole constituie 2.009 ha, inclusiv terenuri arabile 1.142 ha, plantații multianuale (viță de vie) 673 ha. Ramura principală a agriculturii este creșterea producției vegetale, cele mai răspândite fiind culturile cerealiere, floarea soarelui, strugurii și legumele. Ponderea majoră în producția agricolă este deținută de satul Cotihana, care intră în orașul Cahul.

### Finanțele publice locale
Orașul Cahul datorită întreprinderilor din teritoriu care funcționează și vieții economice relativ stabile are o pondere destul de semnificativă a veniturilor proprii și a defalcărilorîn totalul veniturilor. Această tendință se menține stabilă în ultimii ani. Dacă analizăm structura cheltuielilor bugetului orășenesc putem constata că în ultimul an ponderea cheltuielilor pentru educație a constituit 80% din totalul cheltuielilor, comparativ cu 74% în anul 2000. Cheltuielile bugetului orășenesc care țin nemijlocit de problemele locale sunt de 3.328 mii lei, cea mai mare parte din ele sunt alocate pentru gospodăria comunală, însă ele sunt mult sub minimul necesar.

## Infrastructură

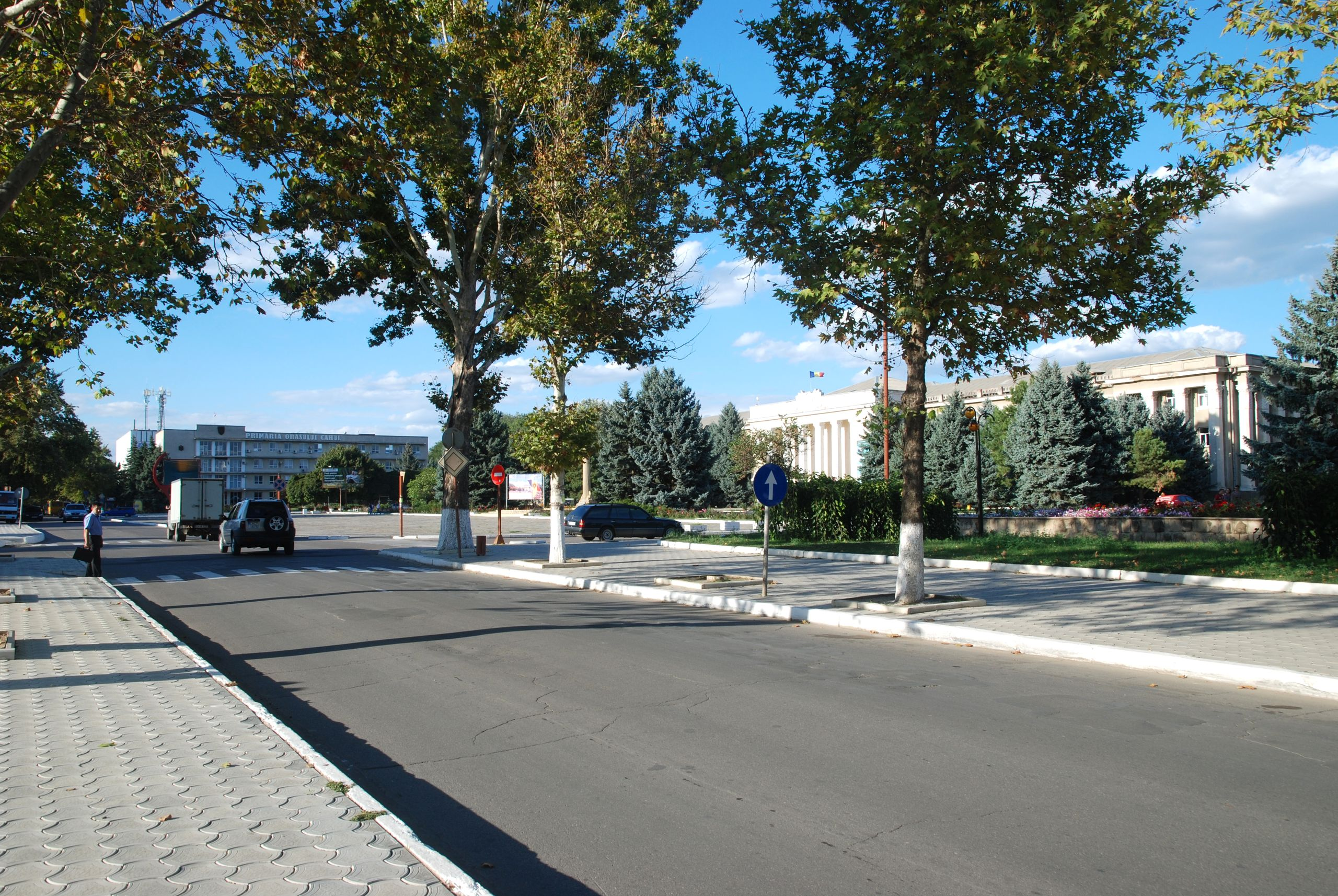
Una din străzile centrale

Rețeaua de drumuri este de peste 90 km., din care 50% este cu acoperire rigidă. Serviciul de transport auto este efectuat de 4 organizații de transport, precum și persoane particulare. Orașul dispune de cale ferată, Aeroport Internațional cu pista de decolare de 1700 m.
Rețeaua de alimentare cu apă și canalizare constituie 78,3 km. rețele de apeduct și 49,3 km rețele de canalizare.
Din 7.050 apartamente 3.128 sunt conectate la rețeaua centralizată de termificare, iar restul au format rețele autonome de încălzire. Orașul are un grad înaltde gazificare, în perspectivă este gazificarea satului Cotihana și a regiunii Focșa din oraș.
Centrul de telecomunicații din oraș are o centrală telefonică automată de 10.000 numere cu o perspectivă de lărgire de încă 5.000 numere telefonice.

## Administrație și politică
Primarul orașului Cahul este Nicolae Dandiș (independent), ales în iunie 2015 și reales în noiembrie 2019 și noiembrie 2023.
Componența Consiliului local Cahul (27 de consilieri), ales la 5 noiembrie 2023, este următoarea:
|  | Partid                                       | Consilieri | Componență | Componență | Componență | Componență | Componență | Componență | Componență | Componență | Componență | Componență |
|  | -------------------------------------------- | ---------- | ---------- | ---------- | ---------- | ---------- | ---------- | ---------- | ---------- | ---------- | ---------- | ---------- |
|  | Partidul Socialiștilor din Republica Moldova | 10         |            |            |            |            |            |            |            |            |            |            |
|  | Partidul Acțiune și Solidaritate             | 6          |            |            |            |            |            |            |            |            |            |            |
|  | Liga Orașelor și Comunelor                   | 4          |            |            |            |            |            |            |            |            |            |            |
|  | Partidul Democrat Modern din Moldova         | 3          |            |            |            |            |            |            |            |            |            |            |
|  | Candidat independent SERGIU RENȚA            | 1          |            |            |            |            |            |            |            |            |            |            |
|  | Partidul Comuniștilor din Republica Moldova  | 1          |            |            |            |            |            |            |            |            |            |            |
|  | Candidat independent ION AXENTII             | 1          |            |            |            |            |            |            |            |            |            |            |
|  | Candidat independent VASILE VANȚEVICI        | 1          |            |            |            |            |            |            |            |            |            |            |

## Educație
Rețeaua de învățământ de toate gradele din orașul Cahul cuprinde circa 11.500 elevi și studenți. În oraș sunt 8 instituții preșcolare, 3 școli primare, 2 gimnazii, 5 licee și 5 școli medii. Învățământul profesional se desfășoară prin intermediul a 2 școli profesionale și una polivalentă.
În anul 1999 a fost deschisă Universitatea de Stat „Bogdan Petriceicu Hasdeu” din Cahul, în incinta căreia activează și extensiunea Universității "Dunărea de Jos" din Galați. Pe lângă aceasta, în oraș activează Colegiul Industrial-Pedagogic și Colegiul de Medicină. În toate instituțiile superioare de învățământ își fac studiile circa 3.000 studenți.

## Cultură

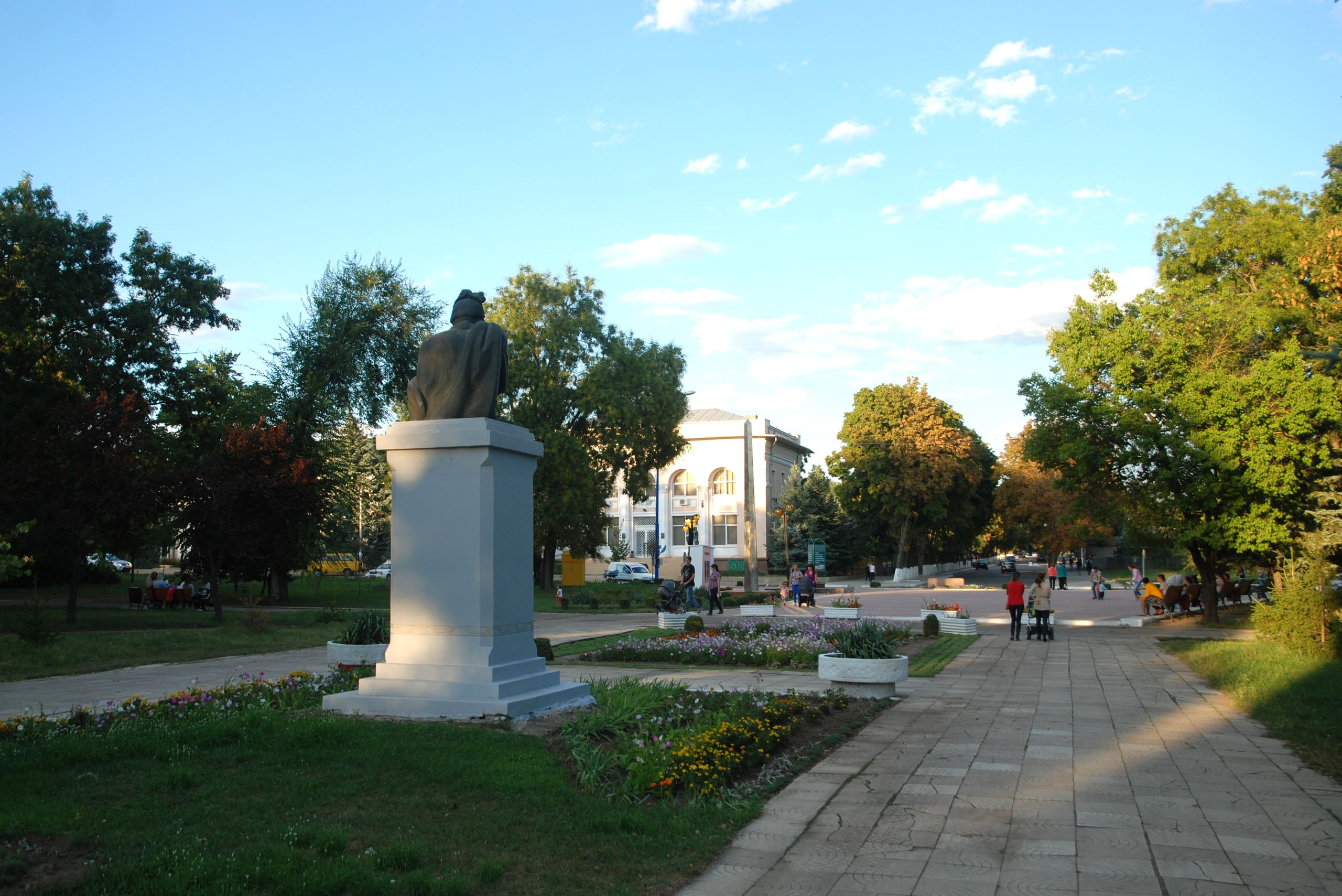
Parcul central

Activitatea culturală se desfășoară în cele 5 biblioteci orășenești, Palatul de Cultură, Teatrul muzical-dramatic „Bogdan Petriceicu-Hasdeu”, Centrul de cultură și odihnă, Muzeul de istorie și cercetare a ținutului natal.
Cele mai importante evenimente culturale ce se desfășoară la Cahul sunt: Festivalul internațional folcloric „Nufărul Alb”, Festivalul internațional al dansului popular pentru copii „Bobocelul”, Festivalul de muzică ușoară „Cântecele tinereții noastre”, Festivalul obiceiurilor și tradițiilor de iarnă „Florile Dalbe”, "Faces of Friends", acesta din urmă găzduind vedete precum Dan Balan sau trupa 3 Sud-Est.
În oraș activează 2 canale TV ce translează 5 programe informaționale pe săptămână și 2 rețele de TV prin cablu, care retranslează programe ale TV naționale și internaționale.

## Personalități

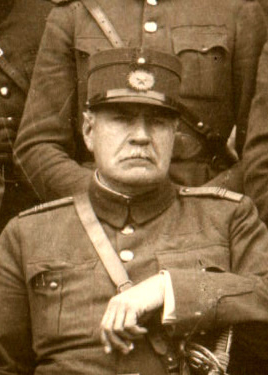
Aristide Razu, general român.

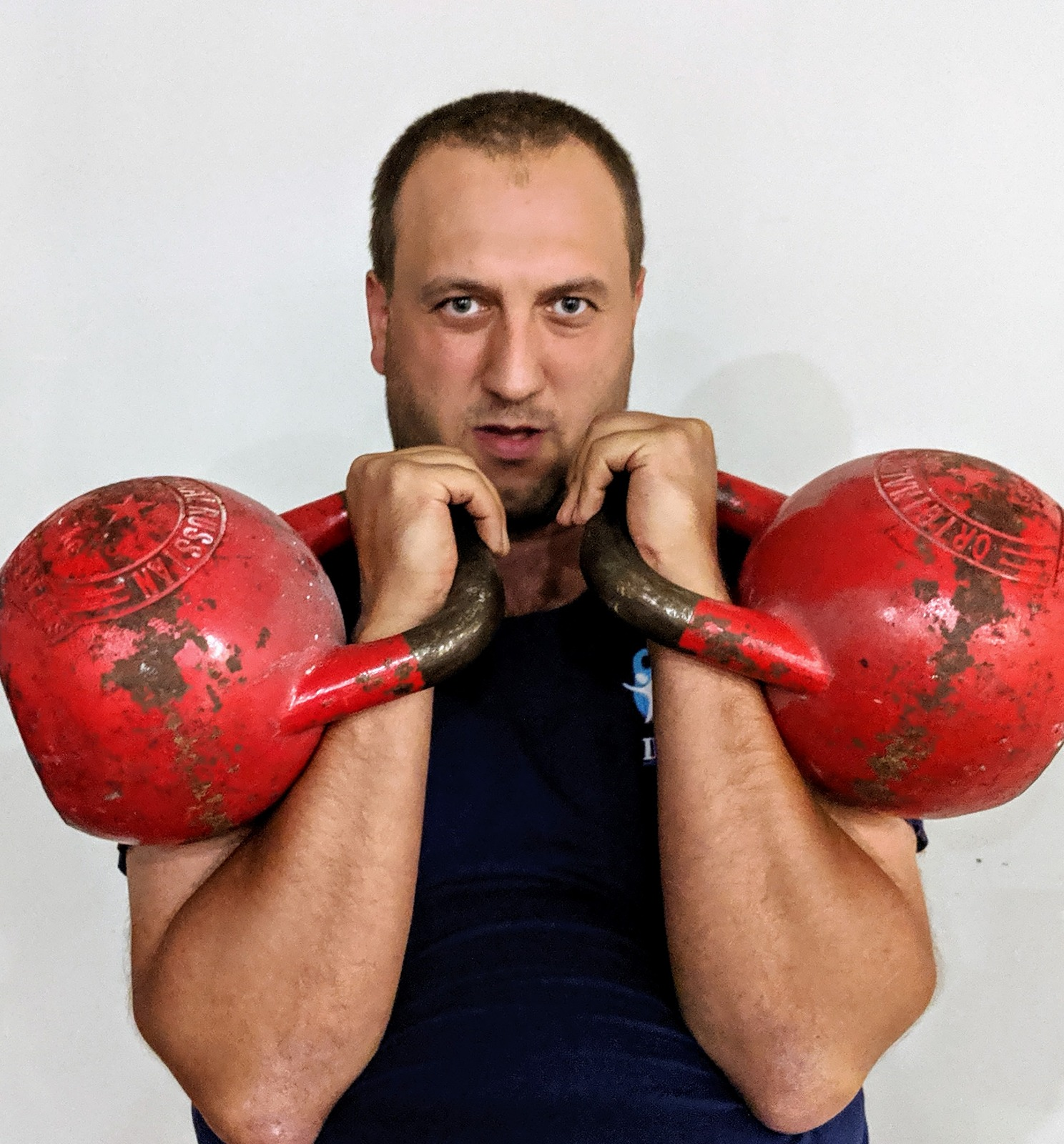
Eduard Nuzbroh, de două ori campion european, multiplu campion israelian la ridicarea cu kettlebell.

De numele orașului Cahul sunt legate și numele unor personalități contemporane: poetul Robert Cahuleanu, dansatorul Spiridon Mocanu, cântăreața de operă Svetlana Strezev, privighetoarea sudului, interpreta de muzică populară Maria Sarabaș, conducătorul artistic al formației de muzică populară „Lăutarii”, Nicolae Botgros, filologul și pedagogul Ion Osadcenco, Dragoș Vicol prozator de mare talent, romancier și publicist, doctor în filologie, șef de catedră la ULIM, nominalizat Om al Mileniului (Institutul de Biografii din Carolina de nord), Eugeniu Hrișcev – doctor habilitat în științe economice, membru corespondent al Academiei de Științe din Moldova.

### Născuți în Cahul
- Anatol Eremia ( 1931), lingvist, specialist în onomastică și toponimie românească.
- Porfiri Karasevici (1845–1878), jurist și doctor în drept țarist rus, profesor titular al Universității din Moscova
- Iosif Hussar (1867–1933), ziarist și traducător român
- Aristide Razu (1869–1950), general român din Primul Război Mondial
- Aleksandr Rojdestvenski (1877–1940), inginer și profesor țarist rus și sovietic, om de știință în domeniul transportului pe apă
- Tancred Constantinescu (1878–1951), om politic, matematician și inginer român
- Ioan Rășcanu (1878–1952), general român din Primul Război Mondial
- Teodor Nichitiuc (1882–?), topograf și politician moldovean, membru al Sfatului Țării al RD Moldovenești
- Viktor Hovin (1891–1944), critic literar, jurnalist și editor țarist rus și sovietic
- Alexandru Lipcan (1908–1977), scriitor, jurnalist și traducător sovietic moldovean
- Boris Zahoder (1918–2000), scriitor, poet, traducător și scenarist sovietic și rus
- Andrei Ciurunga (1920–2004), poet, memorialist, deținut politic
- Boris Dorfman (1923–2022), publicist, cercetător al culturii evreiești și personalitate publică din Ucraina
- Spiridon Mocanu (1932–2007), dansator sovietic și moldovean, Artist al Poporului din RSS Moldovenească
- Fiodor Scripcenco (1935–2010), jucător și pedagog de șah sovietic și moldovean
- Ioan Chiper (n. 1936), istoric și cercetător român
- Iuri Grekov (1938–2010), scriitor și traducător sovietic și moldovean de limbă rusă
- Gheorghe Chiper (n. 1939), politician român.
- Alexandru Cecal (n. 1940), profesor universitar și chimist
- Lucian Iordănescu (n. 1940), fost profesor universitar și psiholog
- Leonid Nuzbroh (n. 1949), scriitor, poet și jurnalist sovietic, moldovean și israelian de limbă rusă
- Aleksandr Makeev (n. 1951), mineralog și geolog sovietic și rus, doctor în științe geologice
- Valeri Iakov (n. 1956), jurnalist și redactor-șef de ziar rus
- Vitalie Advahov (n. 1978), muzician, compozitor și producător
- Vasile Advahov (n. 1979), muzician, compozitor și producător
- Eduard Nuzbroh (n. 1982), sportiv, profesor universitar, actor și autor israelian
- Vika Jigulina (n. 1983), producătoare muzicală, cântăreață și DJ
- Rodica Berdilo (n. 1986), jurist
- Anatolii Cîrîcu (n. 1988), halterofil

## Galerie de imagini
Catedrala episcopală „Sfinții Arhangheli Mihail și Gavriil”
Monumente și memoriale

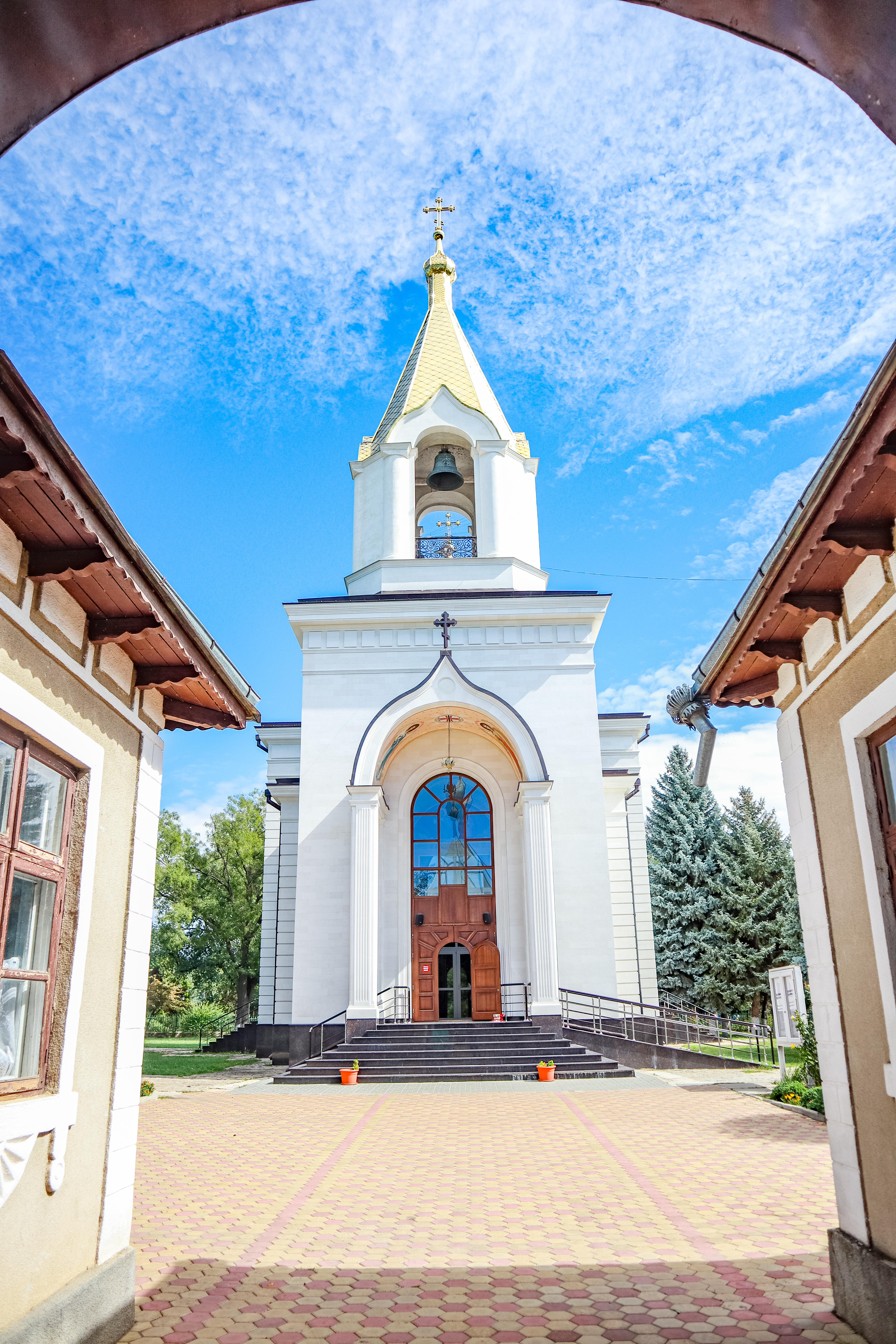
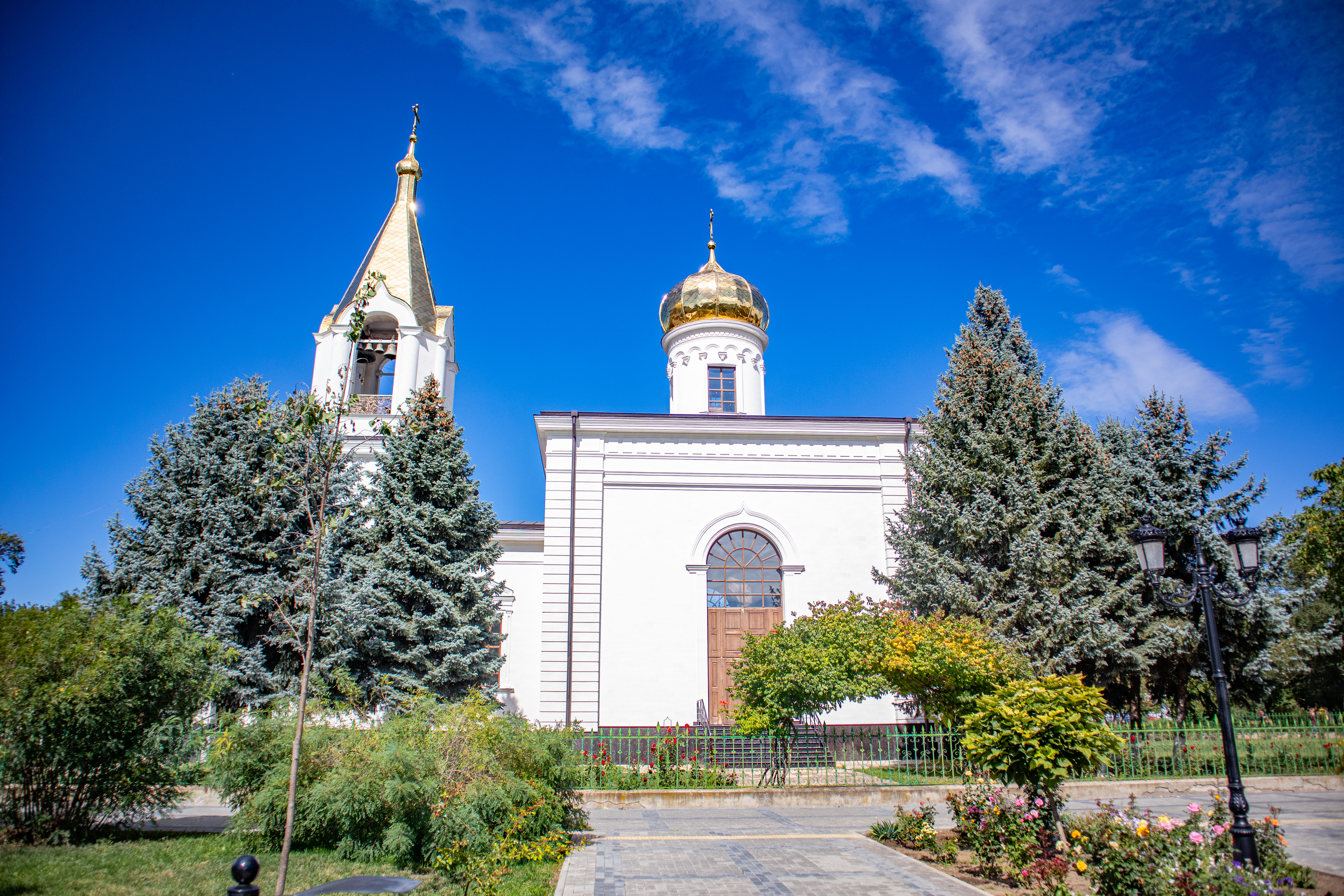
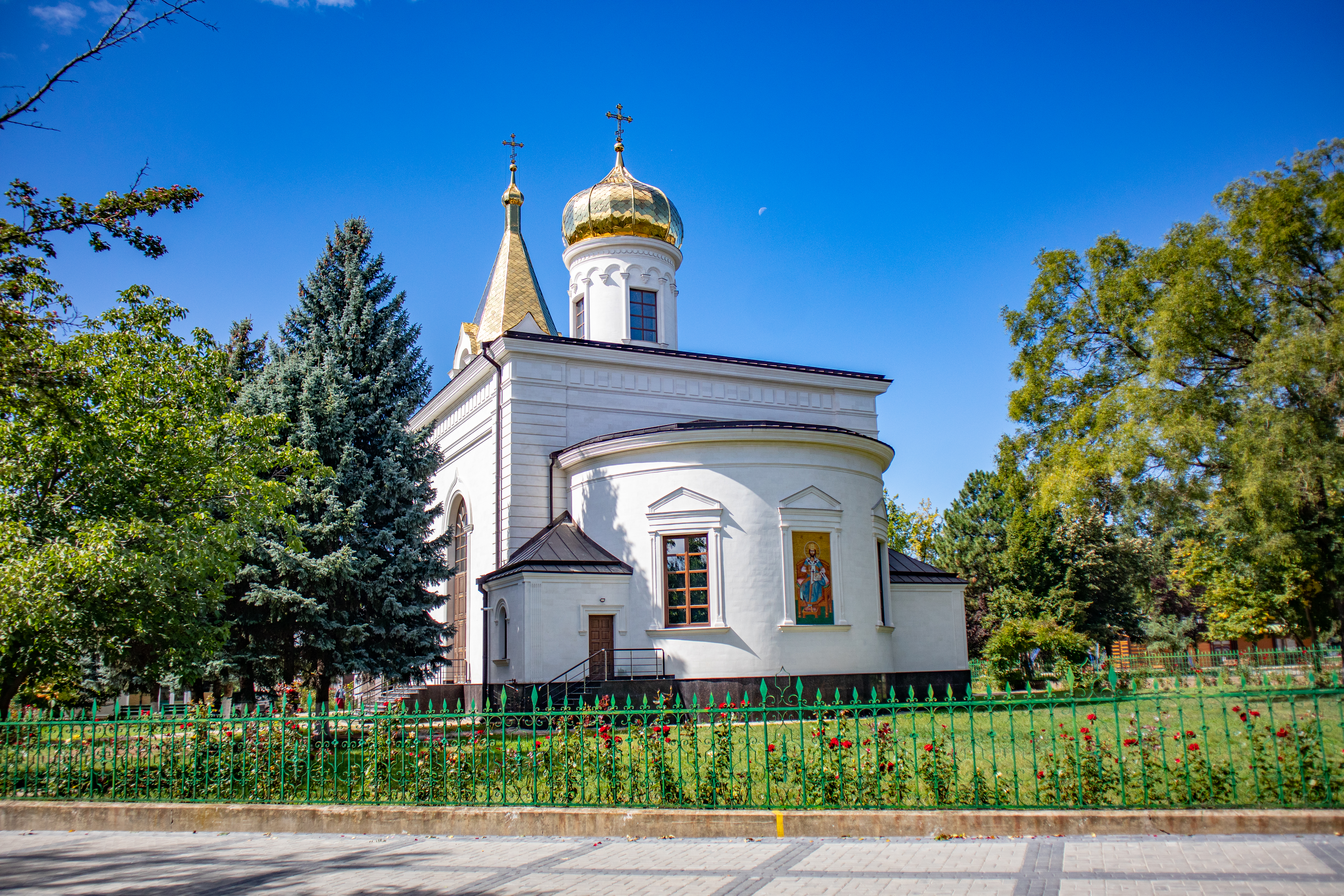
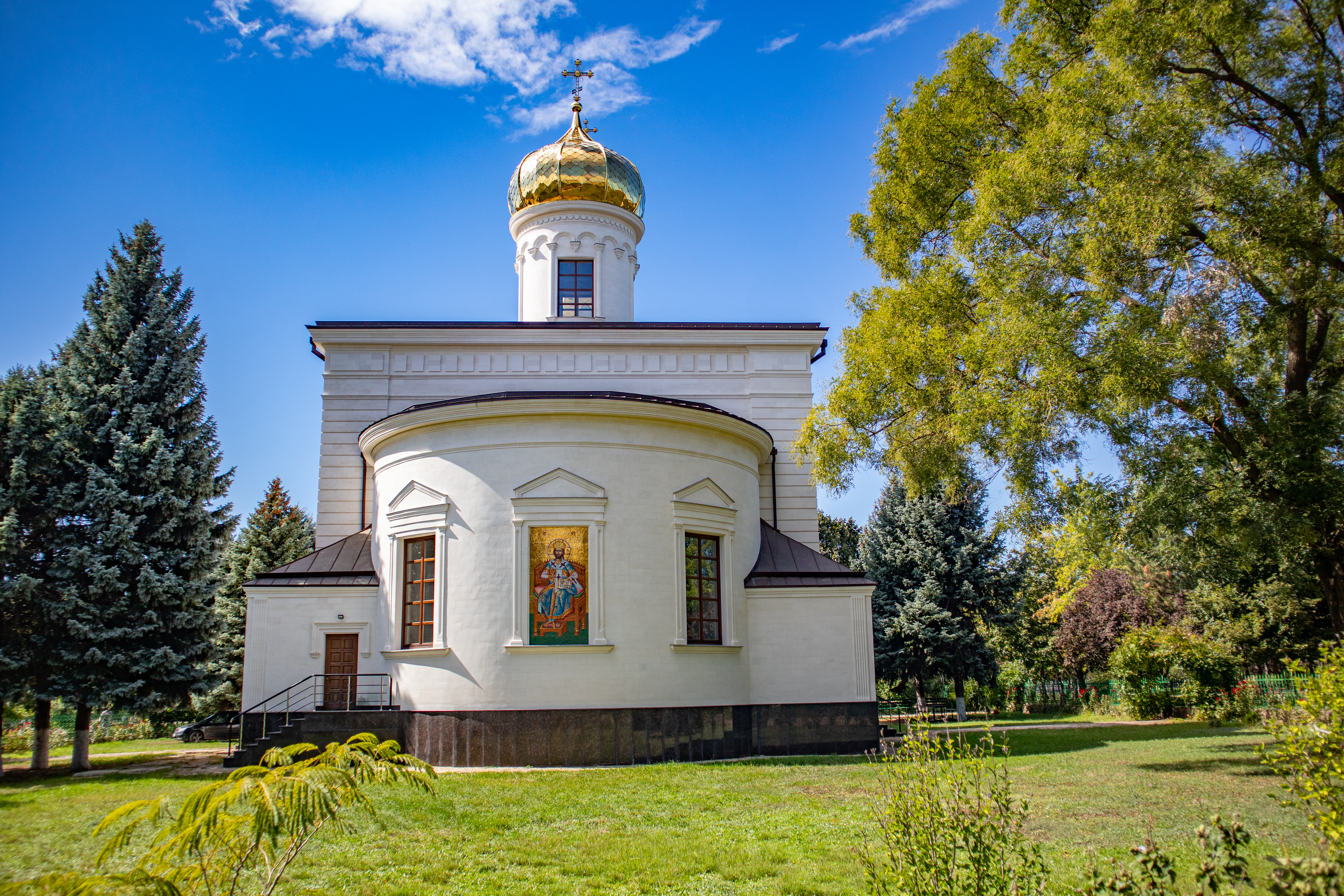
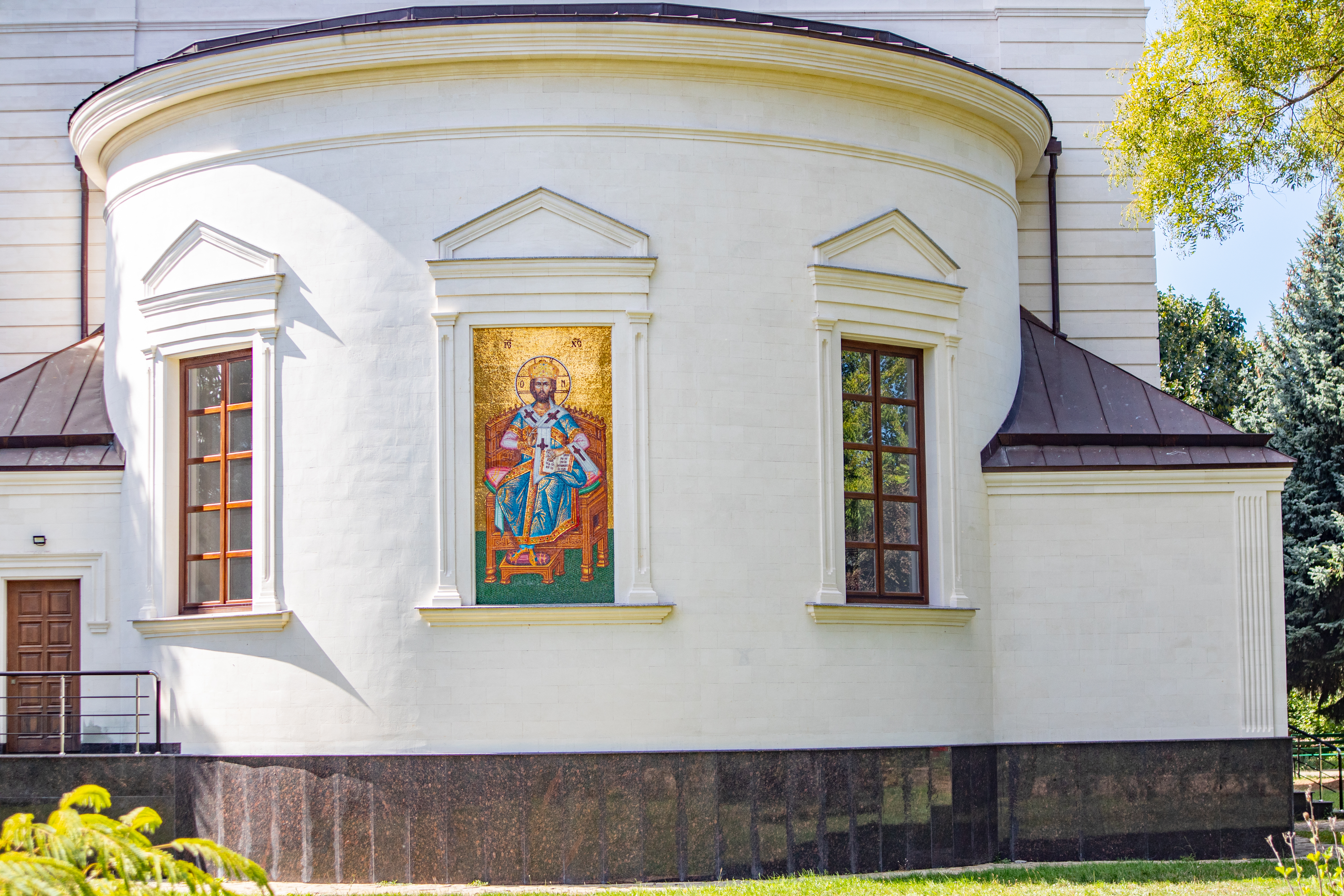

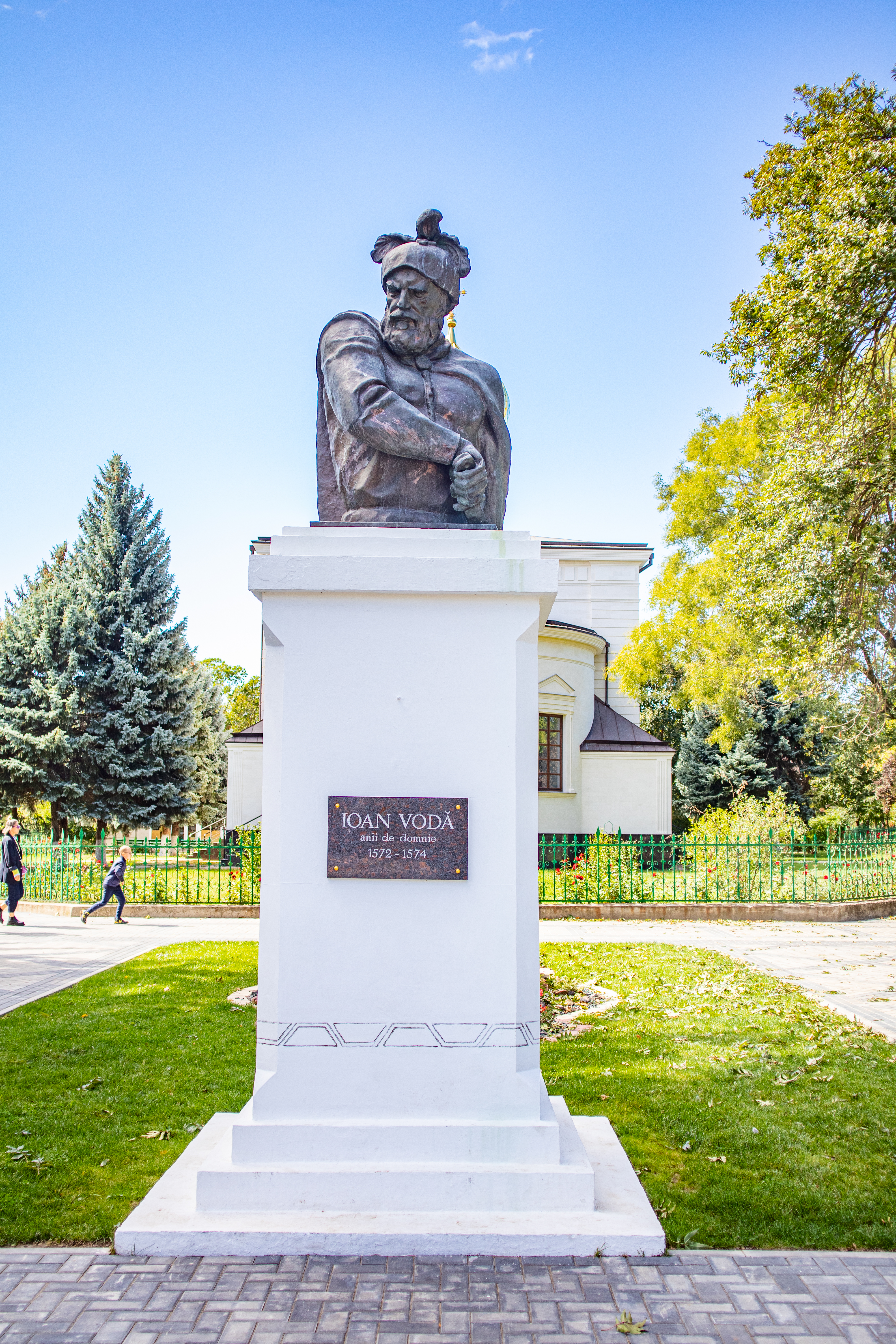
Bustul lui Ioan Vodă cel Viteaz
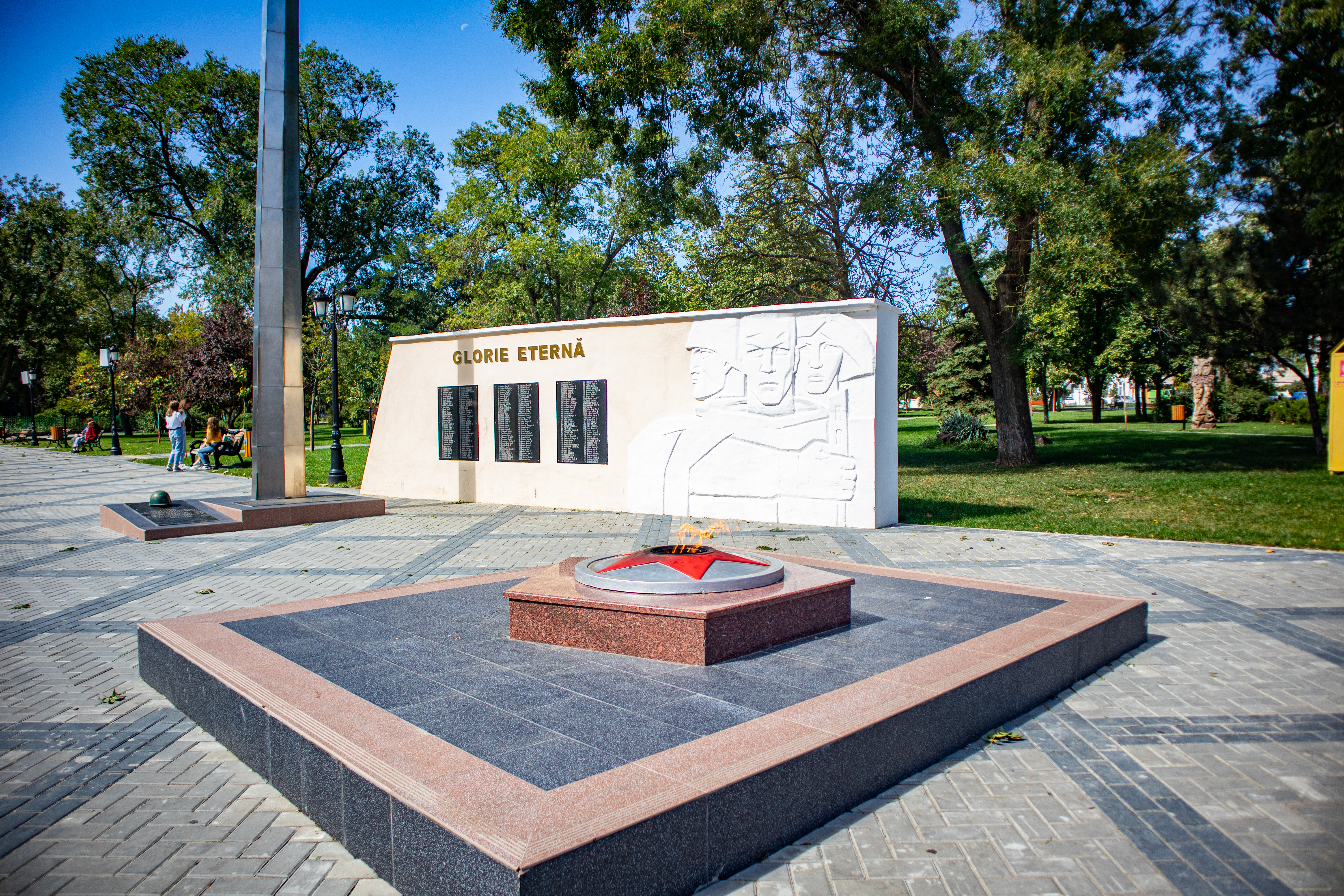
Monument comemorativ de război (Al doilea război mondial)
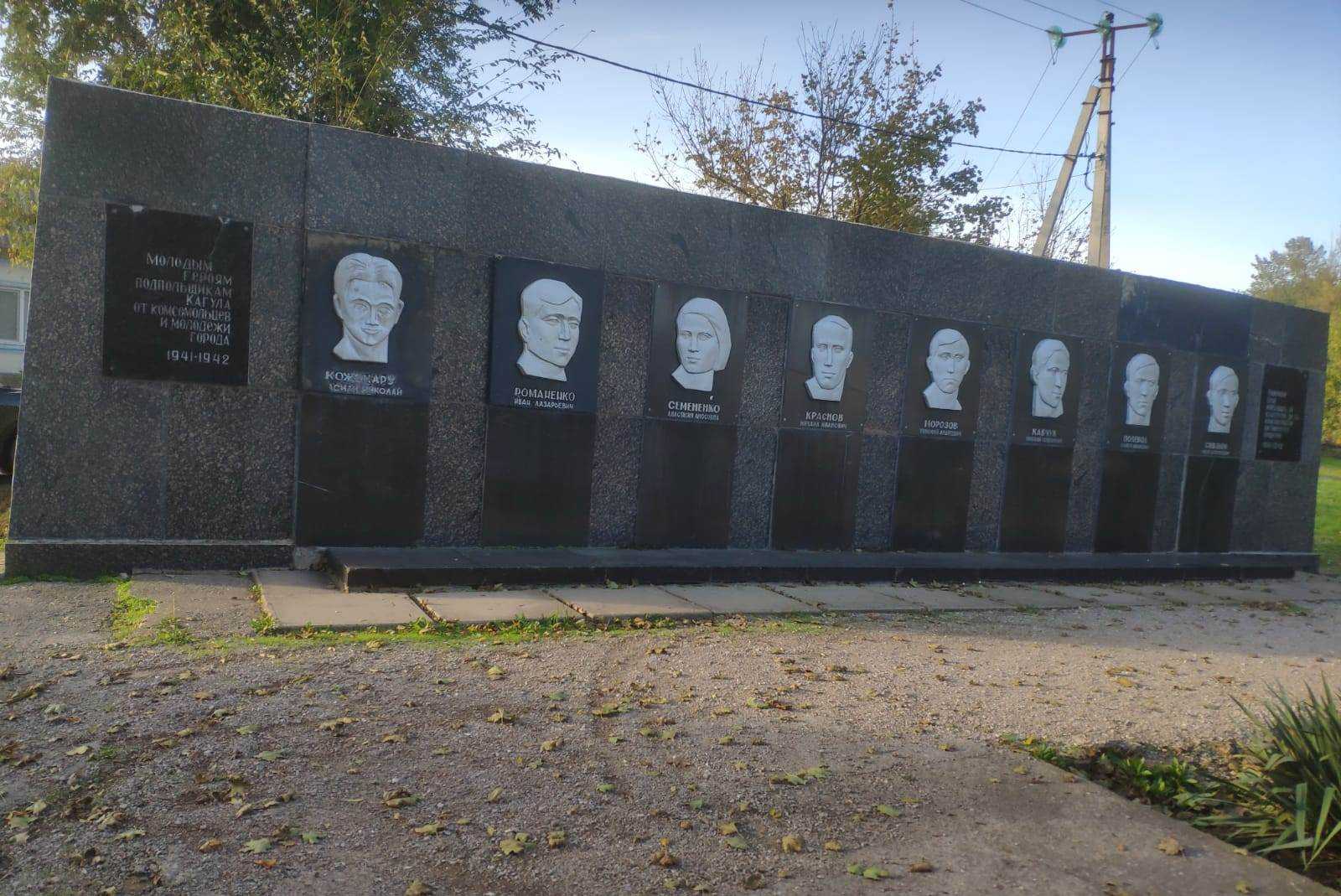
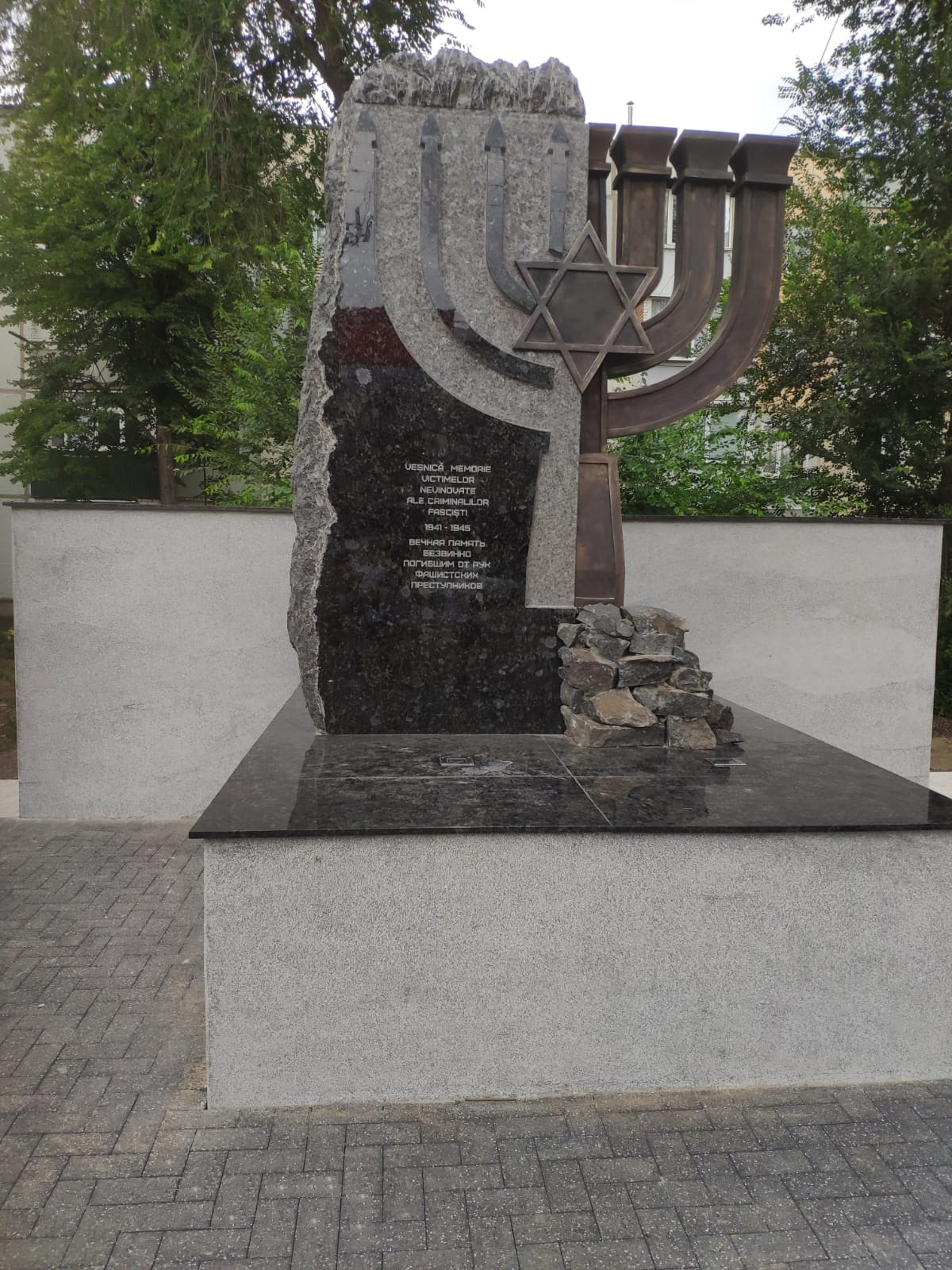
Monumentul victimelor ghetoului din Cahul
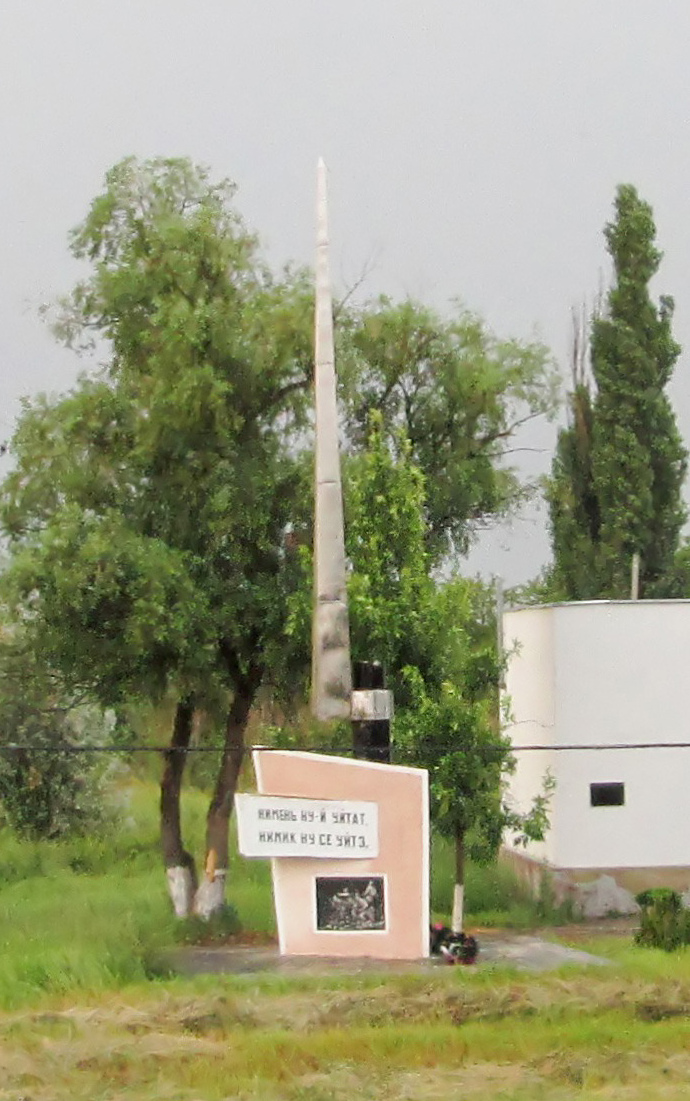
Monumentul grănicerilor

Cahul pe timbre

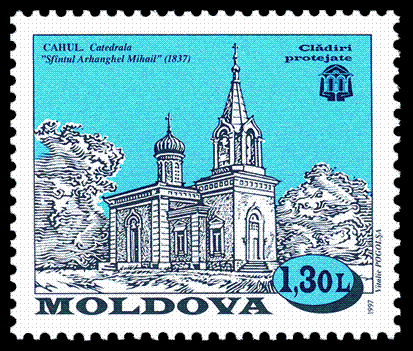
1997
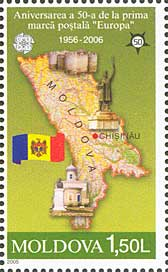
2005
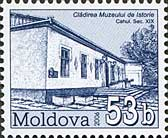
2006
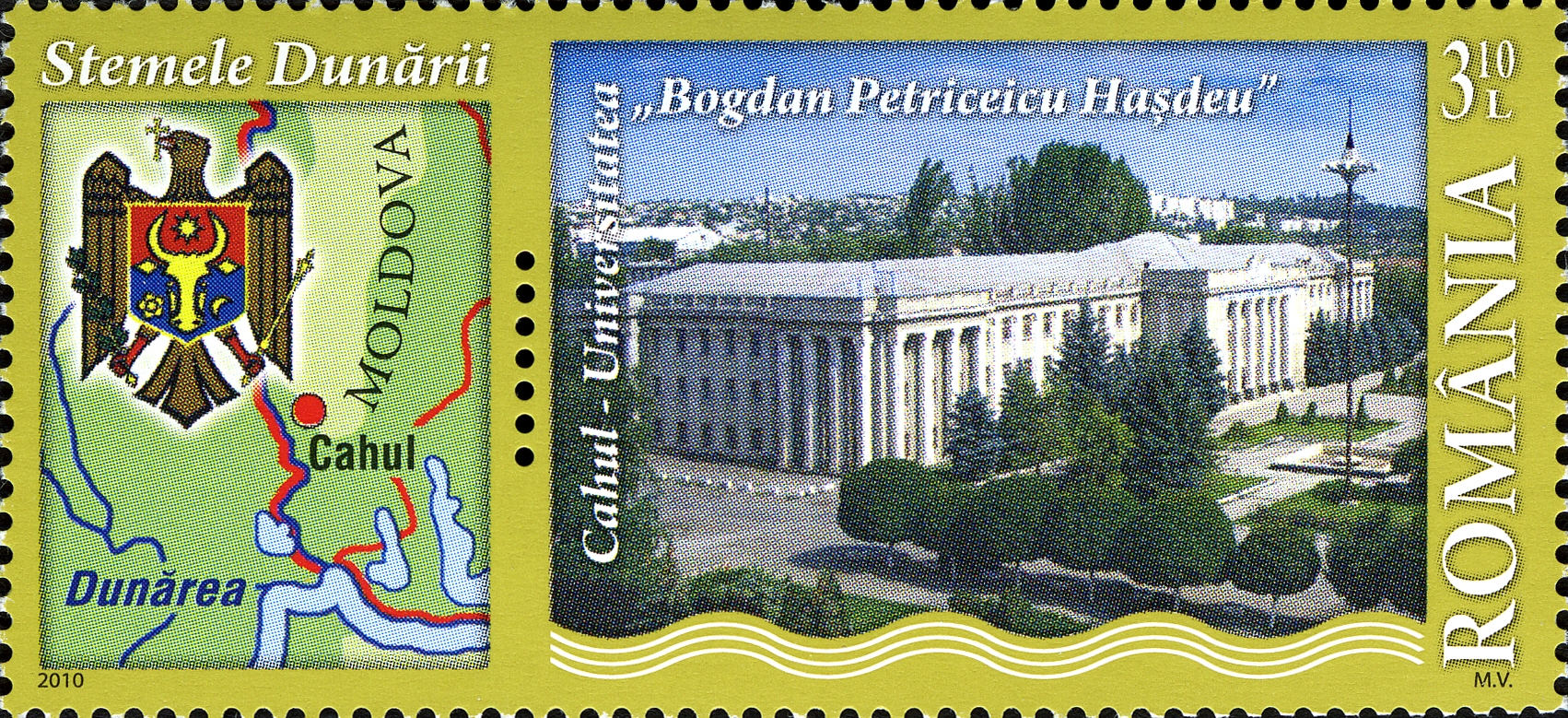
2010